# پاراکریپتودیرا
پاراکریپتودیرا یک گروه منقرض شده در راسته لاک‌پشت است که از ژوراسیک تا پالئوژن در آمریکای شمالی و اروپا حضور داشنند.